# Gerold Huber
Gerold Huber (geboren 1969 in Straubing) ist ein deutscher Pianist und Hochschullehrer.

## Leben und Wirken
Gerold Huber ist der Sohn von Gerold Huber senior, der Schulmusiker am Anton Bruckner-Gymnasium Straubing und von 1967 bis 2008 Leiter des von ihm gegründeten Kammerchors Straubing war. Huber studierte als Stipendiat an der Musikhochschule München Klavier bei Friedemann Berger sowie Liedgestaltung bei Helmut Deutsch und besuchte die Liedklasse von Dietrich Fischer-Dieskau in Berlin.
Er trat als Liedbegleiter bei Festivals auf wie dem Schleswig-Holstein Musik Festival, dem Rheingau Musik Festival, den Schwetzinger Festspielen und der Schubertiade Schwarzenberg. Er gastierte zudem in bekannten Konzerthäusern wie unter anderem in der Wigmore Hall, im Lincoln Center, in der Carnegie Hall, im Concertgebouw Amsterdam, der Alten Oper Frankfurt, dem Gewandhaus Leipzig, der Kölner Philharmonie, dem Wiener Musikverein, im Festspielhaus Salzburg und im Festspielhaus Baden-Baden.
Mit dem Bariton Christian Gerhaher bildet er seit vielen Jahren ein festes Lied-Duo. Außerdem begleitete er unter anderen Ruth Ziesak, Franz-Josef Selig, Bernarda Fink, Michael Nagy, Mojca Erdmann, Diana Damrau und Günther Groissböck. Darüber hinaus ist er der Pianist der 2002 gegründeten „Liedertafel“, bestehend aus James Taylor, Christian Elsner, Michael Volle und Franz-Josef Selig und trat zusammen mit dem Artemis-Quartett auf.
Als Solist konzertierte er unter anderem in der Münchner Residenz, beim Kultursommer Kassel, bei den Schwetzinger Festspielen, bei den Europäischen Wochen Passau und beim New Zealand Festival in Wellington, wobei zu seinem Repertoire Werke von Komponisten unterschiedlicher Epochen, z. B. Bach, Beethoven (darunter alle fünf Klavierkonzerte), Brahms, Schubert, Schumann (Klavierkonzert), Schostakowitsch (z. B. Klavierkonzert Nr. 1) und Gershwin (Rhapsody in Blue) zählen.
Seit 2013 ist Huber Professor für Liedbegleitung an der Hochschule für Musik Würzburg und unterrichtet Meisterklassen, z. B. bei den Schwetzinger Festspielen, an der Yale University und beim Aldeburgh Festival. Seit März 2022 unterrichtet Huber als Professor für Liedgestaltung auch an der Musikhochschule München.

## Auszeichnungen
- 1998: Prix International Pro Musicis Paris/New York, mit Christian Gerhaher[7]
- 2001: Internationaler Klavierwettbewerb Johann Sebastian Bach Saarbrücken[7]
- 2002: Echo Klassik Kategorie „Liedeinspielung“, mit Christian Gerhaher für Winterreise von Franz Schubert[5]
- 2004: Echo Klassik Kategorie „Liedeinspielung“, mit Christian Gerhaher für Die Schöne Müllerin von Franz Schubert[5]
- 2006: Gramophone Award 2006 für Abendbilder (Lieder von Franz Schubert) mit Christian Gerhaher
- 2023: Robert-Schumann-Preis[8]
- 2024: Ordentliches Mitglied der Akademie der Wissenschaften und der Literatur, Klasse der Literatur und der Musik[9]
- 2024: Ordentliches Mitglied der Bayerischen Akademie der Schönen Künste, Abteilung Musik[10]

## Diskografie (Auswahl)
- Ludwig van Beethoven: Fantasie H-Dur, 6 Bagatellen, Sonate F-Dur (Russki Record München)
- Franz Schubert: Schwanengesang. Mit Christian Gerhaher, Bariton (Arte Nova; 2000)
- Franz Schubert: Winterreise. Mit Christian Gerhaher, Bariton (Arte Nova; 2001)
- Liedertafel: Schubert, Mendelssohn, Schumann, Silcher. Mit Christian Elsner, James Taylor, Franz-Josef Selig, Michael Volle (Orfeo; 2002)
- Schubert, Brahms, Martin. Lieder von Franz Schubert, Johannes Brahms, Frank Martin. Mit Christian Gerhaher, Bariton (Arte Nova; 2002)
- Franz Schubert: Die Schöne Müllerin. Mit Christian Gerhaher, Bariton (Arte Nova; 2003)
- Gustav Mahler u. a.: Lieder eines fahrenden Gesellen, Kindertotenlieder. Mit Christian Gerhaher und dem Hyperion-Ensemble (Arte Nova; 2003)
- Robert Schumann: Dichterliebe u. a. Mit Christian Gerhaher, Bariton (RCA Red Seal; 2004)
- Abendbilder. Lieder von Franz Schubert. Mit Christian Gerhaher, Bariton (RCA Red Seal; 2005)
- Robert Schumann: Melancholie – Liederkreis op. 39 und gemischte Lieder. Mit Christian Gerhaher, Bariton (RCA Red Seal; 2008)
- Joseph Haydn, Canzonetten Ausgewählte Lieder. Mit Ruth Ziesak, Sopran (Capriccio; 2009)
- Nachtviolen. Schubert Lieder. Mit Christian Gerhaher, Bariton (Sony classical; 2014)
- Herz-Tod: Brahms, Wagner, Wolf, Mahler mit Günther Groissböck (Universal Music; 2018)
- Heimweh. Schubert-Lieder. Mit Anna-Lucia Richter, Sopran; Matthias Schorn, Klarinette (Pentatone; 2019)
- Schumann: Myrthen. Mit Camilla Tilling, Sopran; Christian Gerhaher, Bariton (Sony classical; 2019)